# Tussilago
Tussilago is een geslacht uit de composietenfamilie (Asteraceae).
Het geslacht is monotypisch, dat wil zeggen dat het geslacht maar één soort kent, namelijk het klein hoefblad. Deze soort komt van nature onder meer voor in België en Nederland.
De International Plant Names Index noemt meer dan 100 soorten binnen dit geslacht, maar dit zijn synoniemen voor soorten die veelal in andere geslachten ondergebracht zijn.
Enkele voorbeelden:
- Tussilago alba (L.) zie: Wit hoefblad (Petasites albus)
- Tussilago alpina (L. ) zie: Berghoefblad (Homogyne alpina)
- Tussilago alpina (Georgi -- Reise) zie: Gerbera anandria
- Tussilago nutans (L) zie: Chaptalia nutans of Thyrsanthema nutans
- Tussilago odorata (Vill. ex DC.) zie: Adenostyles viridis.
- Tussilago vulgaris (Lam.) zie: Klein hoefblad (Tussilago farfara).